# Karol Emanuel Cecilio Rodríguez Santiago
Karol Emanuel Cecilio Rodríguez Santiago, właśc. hiszp. Carlos Manuel Cecilio Rodriguez Santiago (ur. 22 listopada 1918 w Caguas w Portoryko, zm. 13 lipca 1963 tamże) – działacz katolicki, członek Bractwa Doktryny Chrześcijańskiej, Towarzystwa Świętego Imienia i stowarzyszenia Rycerzy Kolumba, inicjator Dni Życia Chrześcijańskiego w Rio Piedras, jeden z prekursorów odnowy liturgicznej, pierwszy portorykański błogosławiony Kościoła rzymskokatolickiego.
Był drugim z pięciorga dzieci Manuela Baudilio Rodrigueza i Herminy Santiago. Został ochrzczony 4 maja 1919 roku. W 1924, mając 6 lat, rozpoczął naukę w szkole katolickiej College w Caguas, gdzie pozostał aż do ósmej klasy. W 1927 został pogryziony przez psa; wówczas cierpiał na wrzodziejące zapalenie jelita grubego. W 1932 ukończył ósmą klasę, następnie rozpoczął studia w publicznym liceum Gautier Benitez Caguas. Był urzędnikiem do 1946 roku.
Zmarł na raka jelita, w wieku 44 lat, w opinii świętości.
Został beatyfikowany przez papieża Jana Pawła II w dniu 29 kwietnia 2001 roku.